# The Dalton Gang
The Dalton Gang è un film del 1949 diretto da Ford Beebe.
È un western statunitense con Don 'Red' Barry, Robert Lowery e James Millican.

## Produzione
Il film, diretto e sceneggiato da Ford Beebe, fu prodotto da Ron Ormond per la Donald Barry Productions e girato nell'Iverson Ranch a Chatsworth, Los Angeles, California, da fine giugno all'inizio di luglio 1949.

## Distribuzione
Il film fu distribuito negli Stati Uniti dal 21 ottobre 1949 al cinema dalla Screen Guild Productions.
Altre distribuzioni:
- nelle Filippine il 29 aprile 1952
- in Germania Ovest il 21 novembre 1952 (Der Marschall von Santa Fe)
- in Austria nel 1953 (Der Marschall von Santa Fe)
- in Danimarca (Dalton banden slår til)
- negli Stati Uniti (Outlaw Gang, in TV)

## Promozione
La tagline è: Outlaw Hunt!... for the most daring bad men of a dangerous era....